# Peter Luger
Peter Luger (22 de enero de 1866 - 21 de enero de 1941) fue un cocinero y restaurantero alemán, que fundó Peter Luger Steak House en 1887.

## Primeros años
Peter Luger nació en el Reino de Baviera, que pasó a formar parte del Imperio Alemán cuando él tenía unos 4 años. Emigró a Estados Unidos cuando tenía 13 años. Vivió en Brooklyn.

## El restaurante
En 1887, Peter abrió un billar y bolera con su sobrino Carl en Williamsburg, Brooklyn, llamado "Carl Luger's Café, Billiards and Bowling Alley". Peter transformó el edificio en un asador y lo rebautizó como Peter Luger Steak House. Peter era conocido por su seriedad y estaba presente casi todas las noches. Creó un ambiente "sin florituras" en su restaurante.
Otras fuentes señalan que fue su padre Carl quien fundó el negocio original y que su sobrino Carl fue el cocincero when Peter inherited the business after his father's death.

## Muerte
Luger murió el 21 de enero de 1941, dejando un patrimonio de $241,806 . La propiedad del restaurante pasó a su hijo Frederick Luger. Frederick fue incapaz de mantener la calidad del filete que servía su padre y vendió el negocio en decadencia a un viejo cliente, Sol Forman, propietario de una tienda de metalistería al otro lado de la calle. Forman devolvió al restaurante su prestigio original.